# Elbe Day

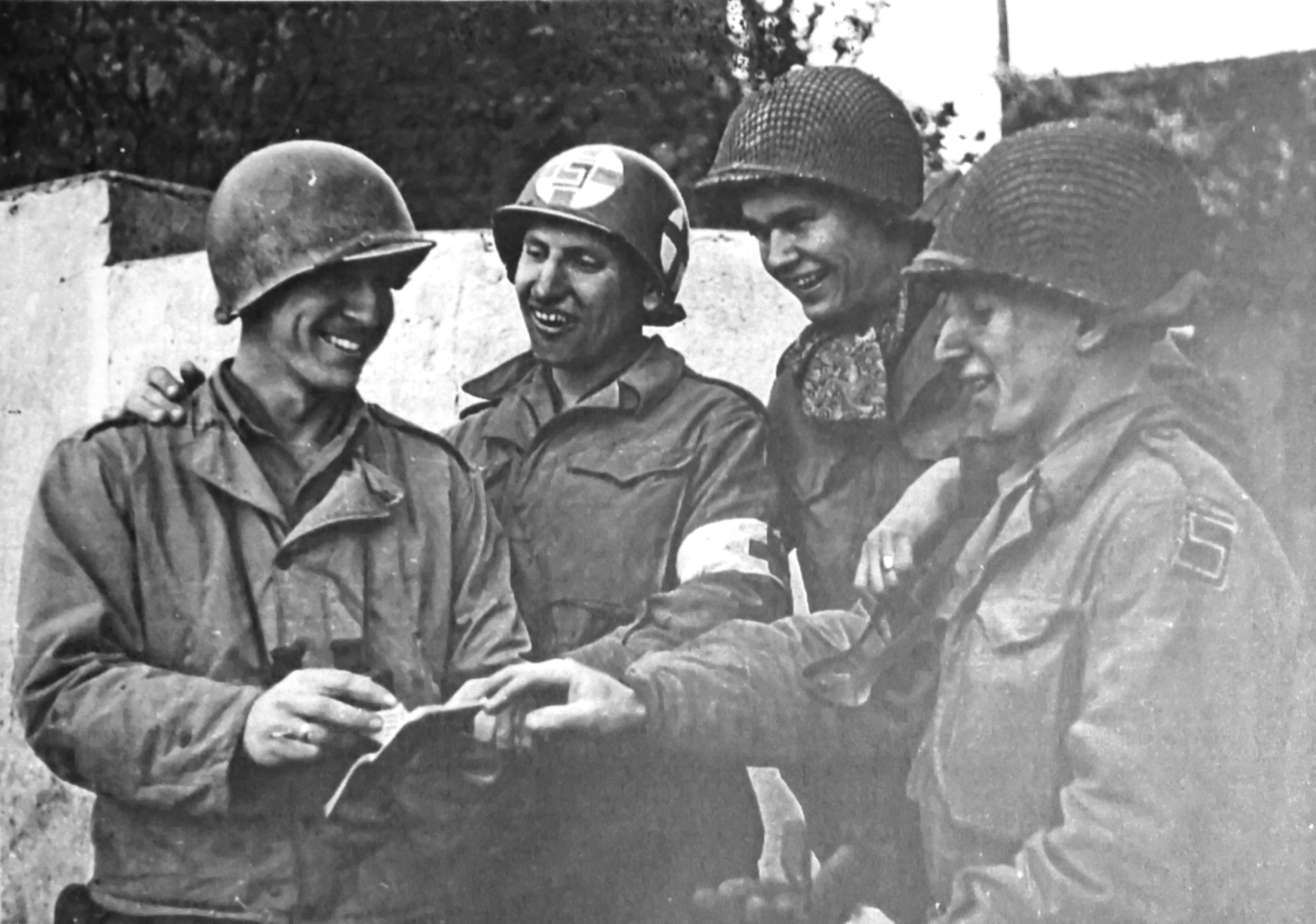
First Lieutenant Albert Kotzebue und drei weitere Mitglieder der Patrouille, Fotos von Alexander Ustinow

Der Elbe Day ist ein Gedenktag des Zweiten Weltkriegs. Die erste Begegnung US-amerikanischer und sowjetischer Truppen auf deutschem Boden fand am 25. April 1945 um 12:00–13:00 Uhr auf den Elbwiesen in Lorenzkirch bei Strehla statt.

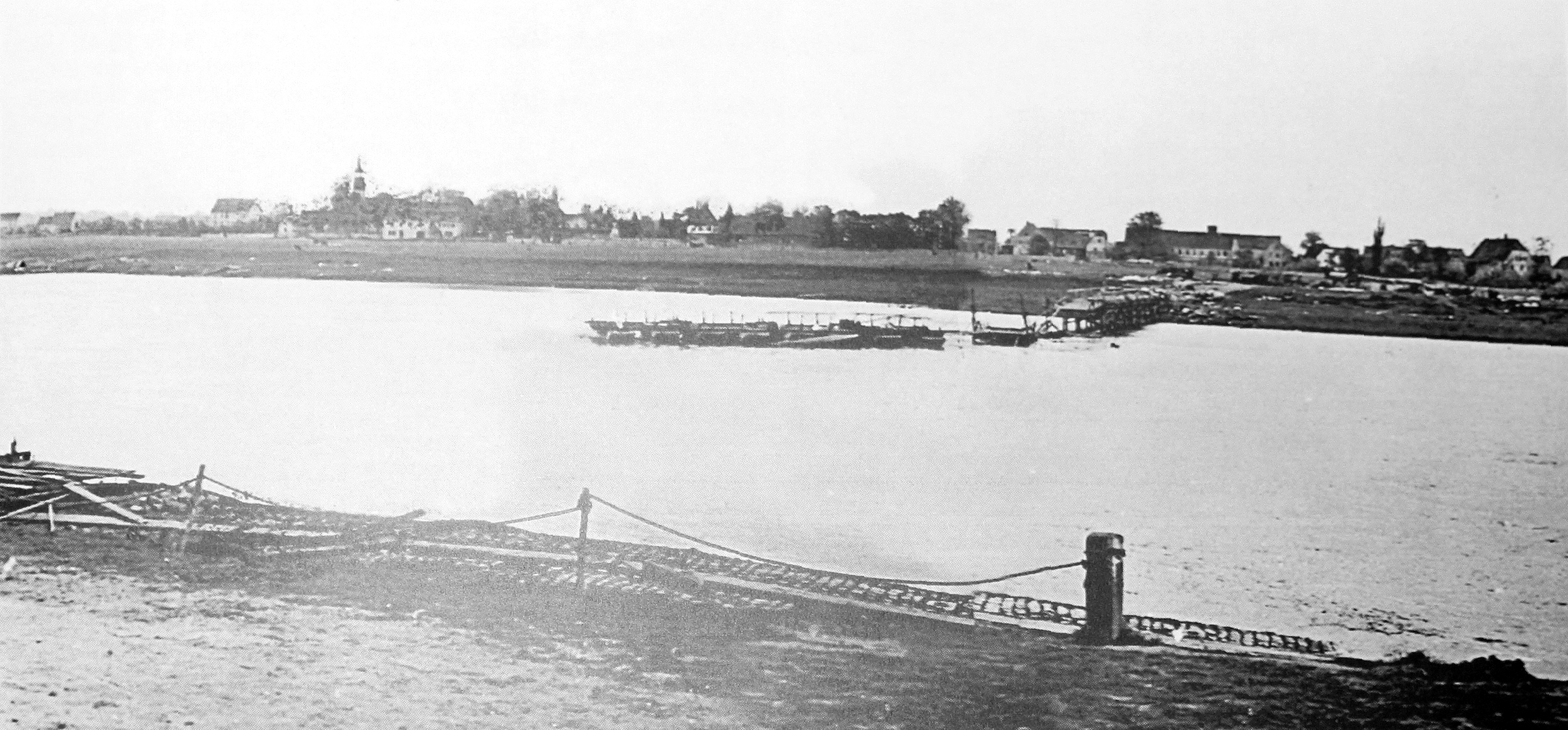
Die durch die Wehrmacht zerstörte Pontonbrücke; mit Lorenzkirch im Hintergrund des Bildes

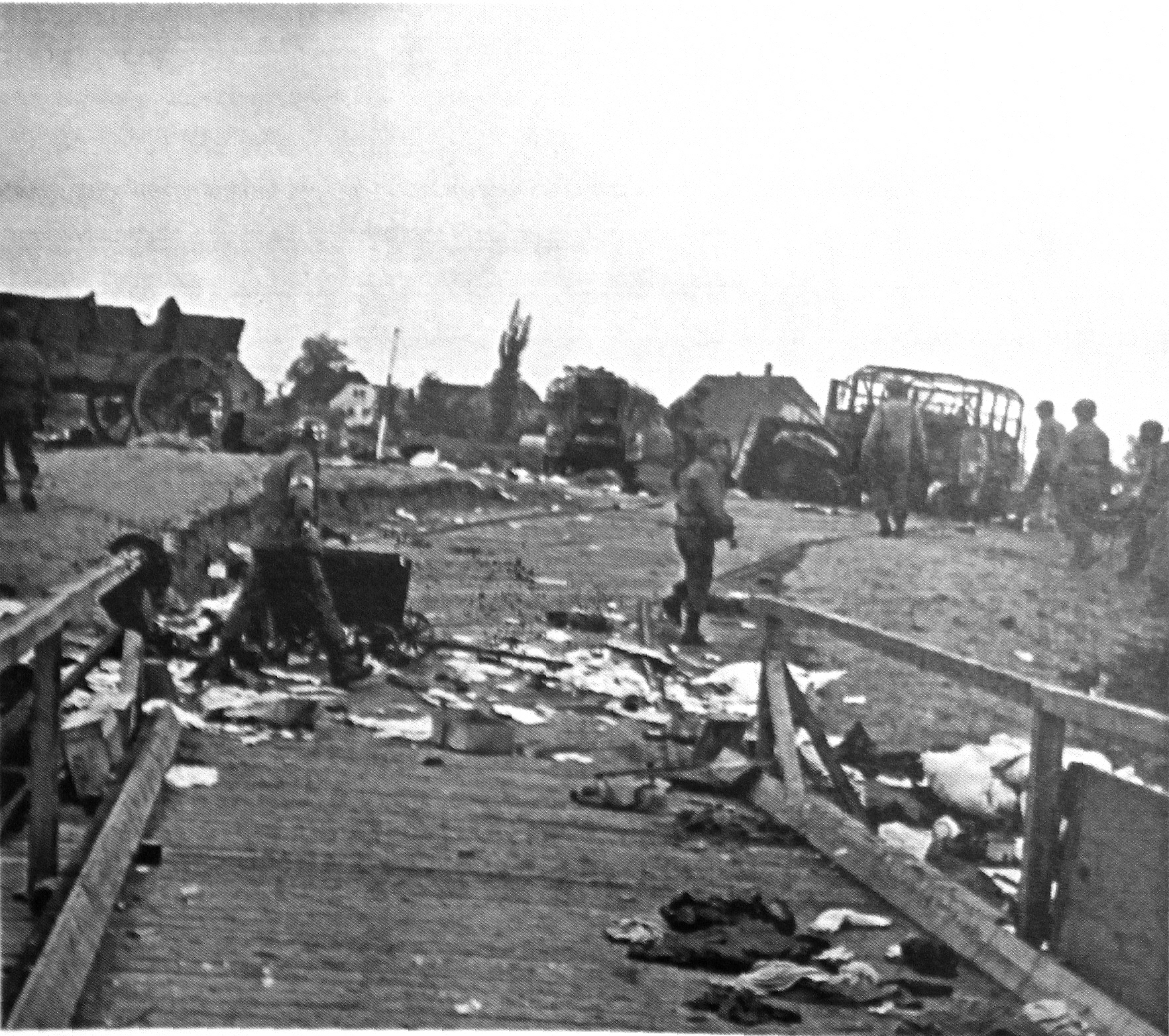
Das Leichenfeld von Lorenzkirch am 25. April 1945, von der zerstörten Brücke aus gesehen

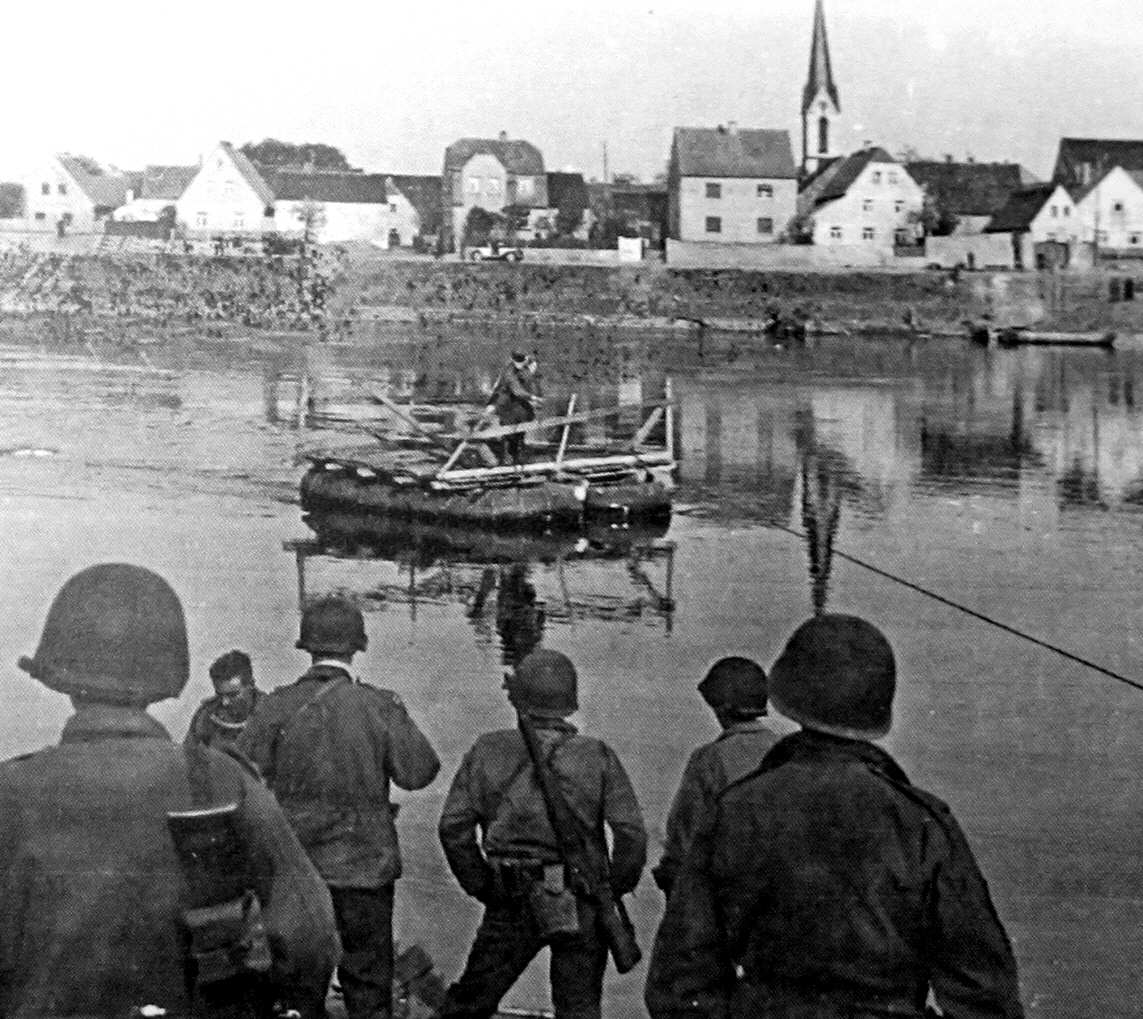
Die Kotzebue-Patrouille beim Übergang über die Elbe in Kreinitz

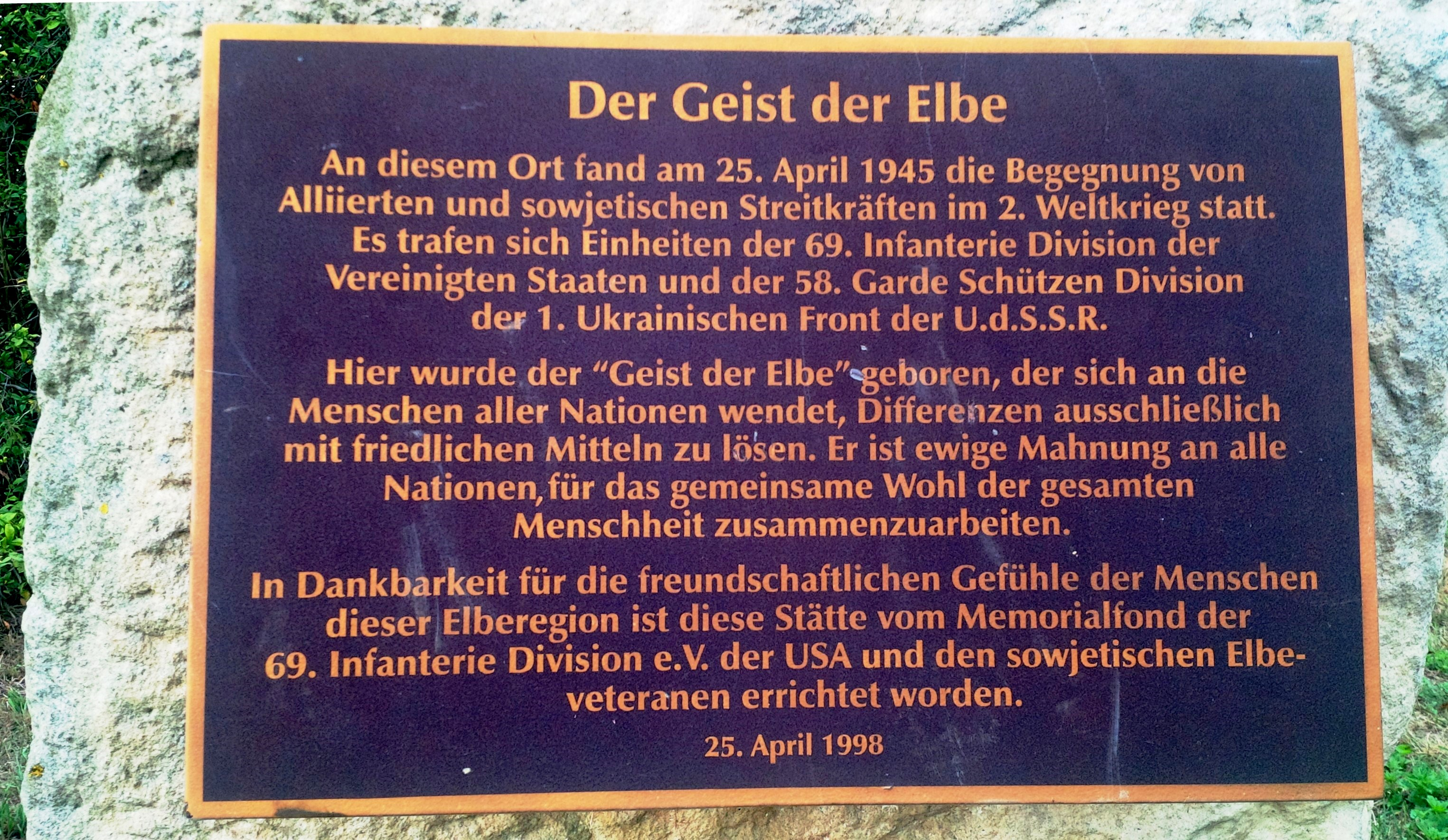
Tafel zum Geist der Elbe

Albert Kotzebue, First Lieutenant der US Army, überquerte mit drei Männern seines fünfköpfigen Aufklärungstrupps, unter ihnen der gut Russisch sprechende Soldat Joe Polowsky, mit einem Segelboot die Elbe, da die Pontonbrücke drei Tage zuvor durch deutsche Wehrmachttruppen gesprengt worden war; dabei waren deutsche Flüchtlinge, die in letzter Minute über die Elbe wollten, mitsamt ihren Tieren getötet worden – ein furchtbarer Anblick, wie der damals 15-jährige Chronist Heinz Schöne schrieb. Weitere Opfer gab es bei späterem Artilleriebeschuss durch angreifende sowjetische Truppen.
Die amerikanische Kotzebue-Patrouille vom 273rd Infantry Regiment, der 69th Infantry Division, V. US-Korps, 1. US-Armee, begegnete dort inmitten von etwa zwei- bis dreihundert Leichen dem sowjetischen Oberstleutnant Alexander Gordejew, Kommandeur der Vorausabteilung des sowjetischen 175. Garde-Schützen-Regiments der 5. Gardearmee. Da dieses Leichenfeld nicht passend für heroische Fotoaufnahmen einer geschichtsträchtigen Begegnung erschien, brach der Kommissar Karpowitsch von der 58. Division das Treffen ab und schickte die Amerikaner zurück auf das westliche Elbufer zur gegenüberliegenden Stadt Strehla. Um Schuldzuweisungen wegen der vielen getöteten Zivilisten zu entgehen, wurde das Treffen in Lorenzkirch nicht protokolliert und nicht veröffentlicht.
Am 25. April 1945, um 13:30 Uhr, kam es in Kreinitz bei Strehla an der Elbe zur zweiten Begegnung der amerikanischen Kotzebue-Patrouille mit Oberstleutnant Alexander Gordejew. Die 36 Mann starke US-Patrouille unter Leutnant Kotzebue drang weiter bis nach Burxdorf vor, um den Stab des 175. Gardeschützenregiments der Roten Armee zu besuchen. Dieses Treffen wurde auf sowjetischer Seite als erste Begegnung protokolliert; am nächsten Tag stellte der Kriegsfotograf Alexander Ustinow Fotos von den Ereignissen mit den Originalprotagonisten nach.

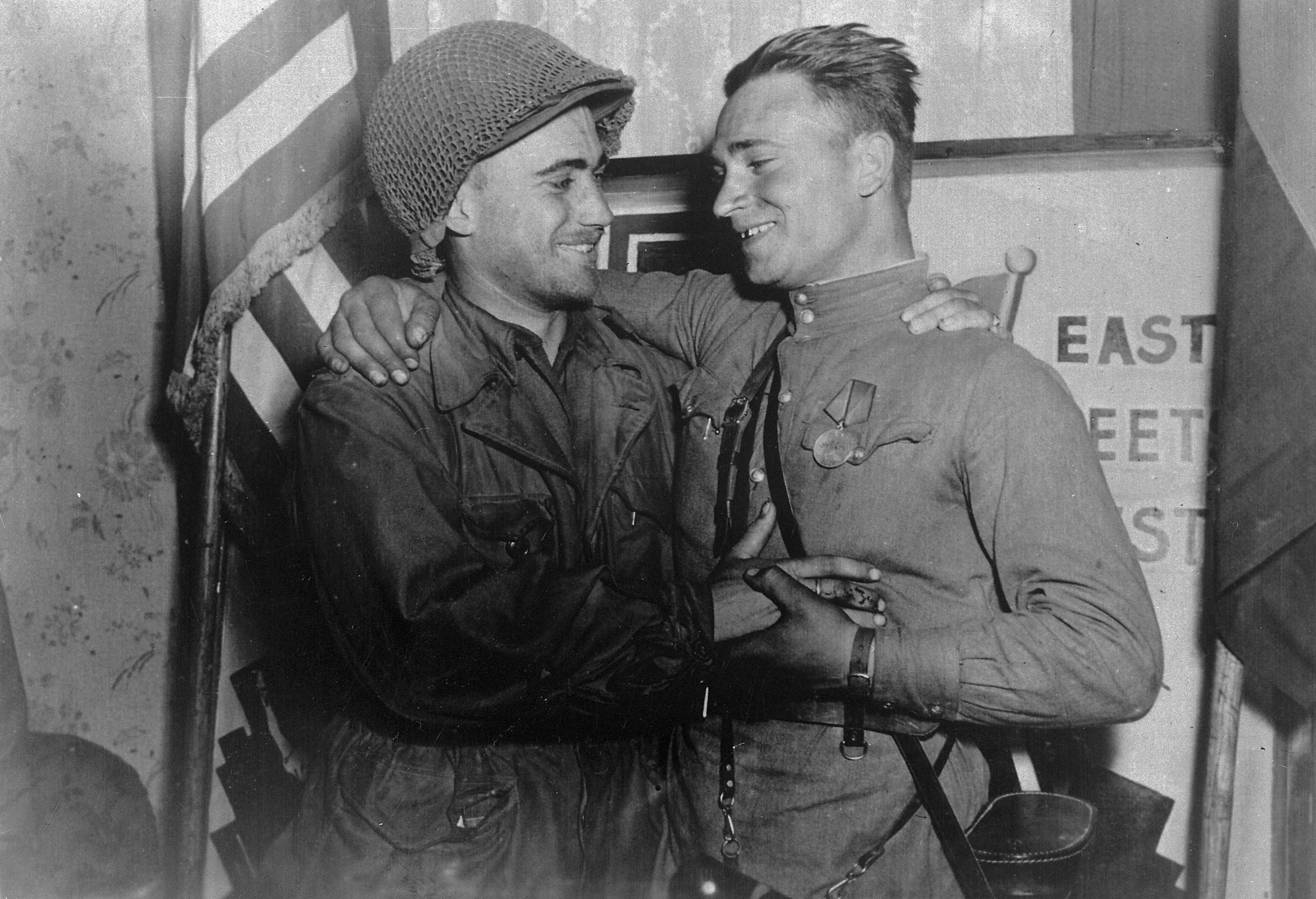
Symbolisches Treffen am 27. April 1945 zwischen William Robertson und Alexander Silwaschko nahe Torgau

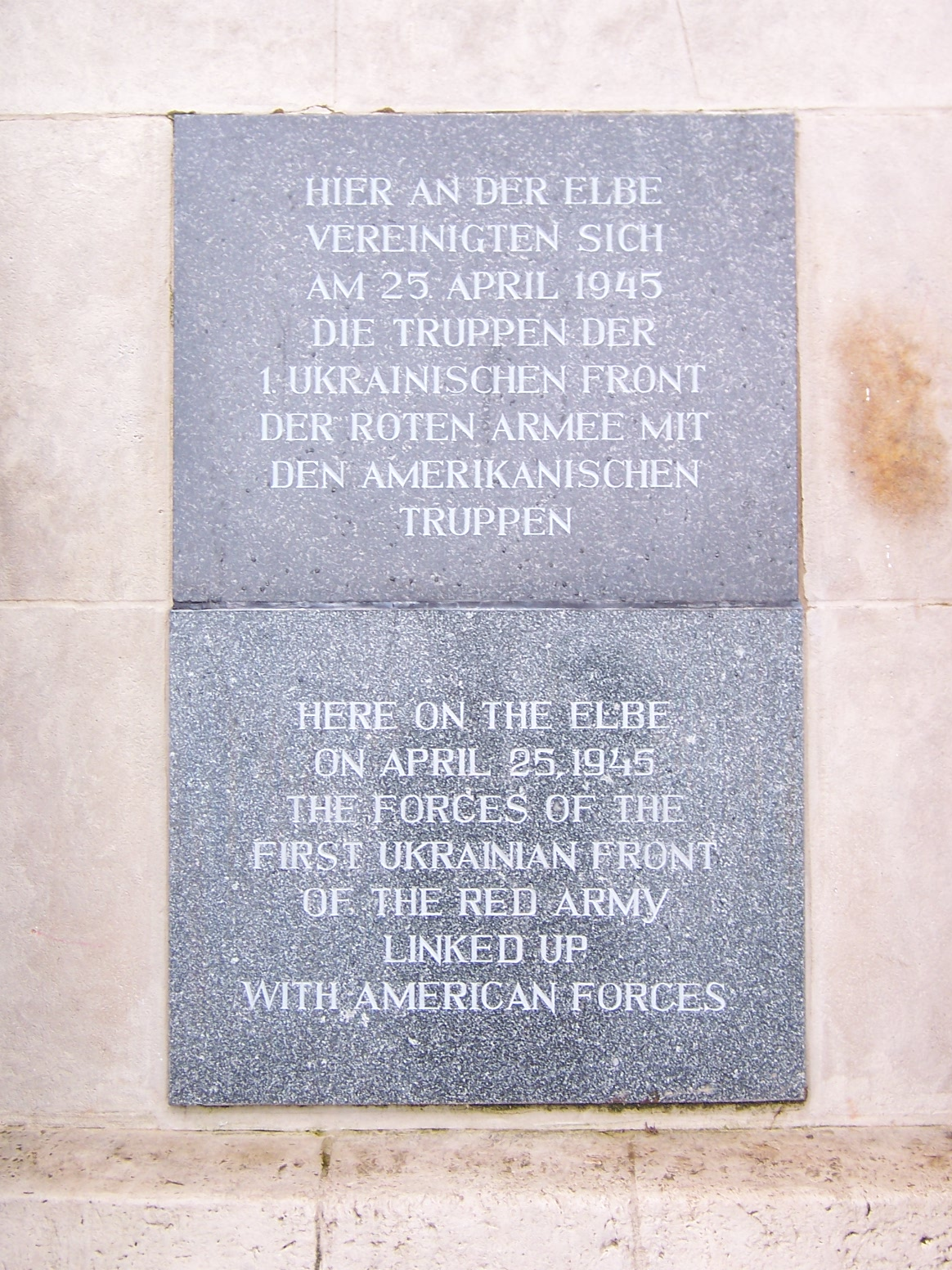
Denkmal der Begegnung

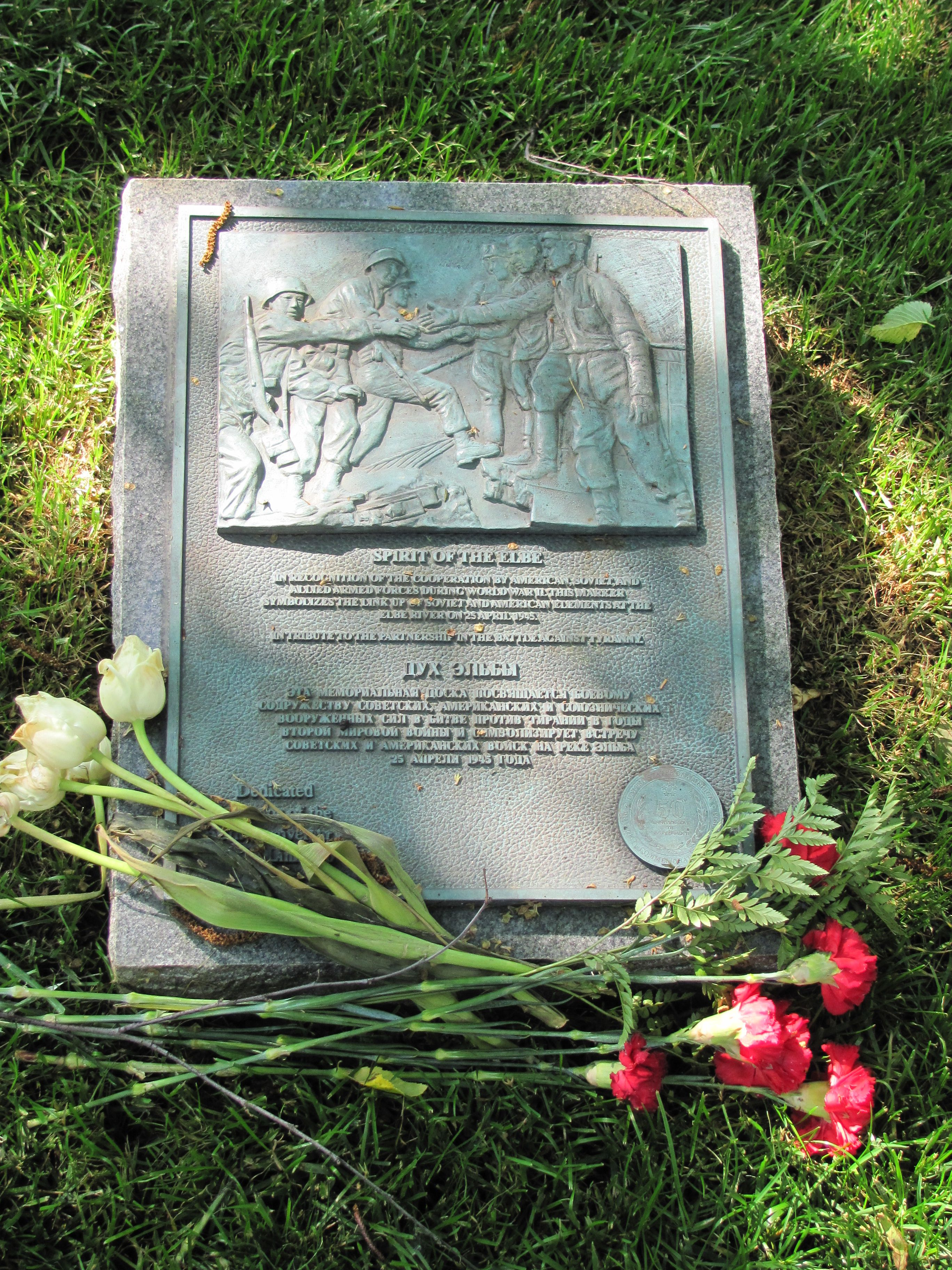
Denkmal für die Begegnung auf dem US-amerikanischen Nationalfriedhof Arlington

Um 15:30 Uhr traf eine amerikanische Patrouille, bestehend aus William Robertson, Frank Huff, James McDonnell und Paul Staub, in Torgau auf sowjetische Soldaten. 2nd Lieutenant Robertson und seine Männer wurden auf der zerstörten Elbebrücke von Leutnant Alexander Silwaschko und sowjetischen Soldaten freudig empfangen.
Am 26. April, um 10:00 Uhr und 16:00 Uhr, trafen sich die Kommandeure der 69. US-Infanterie-Division und der sowjetischen 58. Gardedivision in Torgau. An diesem Tag wurden die Vorbereitungen für den „Handschlag von Torgau“ beziehungsweise „East meets West“ getroffen, der am nächsten Tag vor Fotografen des Special Film Teams 186 stattfinden sollte.
Anlässlich der Truppenvereinigung in Torgau gab es am Abend des 26. April gleichlautende Presseerklärungen der Regierungen in London, Moskau und Washington, in denen die drei alliierten Mächte ihren gemeinsamen Willen zur vollständigen Vernichtung des Dritten Reichs bekräftigten.
Am 27. April reichten sich Leutnant Robertson und Leutnant Silwaschko die Hand zum offiziellen Foto. Bekannter als dieses Bilddokument ist heute jedoch eine andere Fotografie, die auf der zerstörten Torgauer Elbebrücke aufgenommen wurde und zeigt, wie sie sich dort freudig begrüßen. Mit diesem symbolischen „Handschlag von Torgau“ schloss sich – für die Weltöffentlichkeit sichtbar – die Lücke zwischen der deutschen Ost- und Westfront. Das Ende des Zweiten Weltkrieges in Europa rückte greifbar nahe.
Einer der damals am Treffen teilnehmenden US-Soldaten, Joe Polowsky, setzte sich in der Zeit des Kalten Krieges für die Anerkennung des 25. April als „Weltfriedenstag“ ein. Gemäß seinem letzten Willen erhielt er 1983 die letzte Ruhestätte auf dem evangelischen Friedhof in Torgau. Zum 50. Jahrestag ihrer Begegnung auf der zerstörten Brücke erhielten Alexander Silwaschko und William Robertson 1995 die Ehrenbürgerschaft der Stadt Torgau.
Denkmale finden sich an der Abfahrt der Fähre von Strehla, vor dem Friedhof von Lorenzkirch, am Elbufer von Kreinitz, in Bad Liebenwerda, in Torgau und auf dem US-amerikanischen Nationalfriedhof Arlington bei Washington, D.C.
Die Geschehnisse wurden 1949 fiktional im sowjetischen Propagandafilm Begegnung an der Elbe von Grigori Alexandrow nacherzählt. Der Film spielt dabei im fiktionalen Ort Altenstadt. 